# الحسن اليامي
الحسن بن علي بن حسين آل حابس اليامي (مواليد 21 أغسطس 1972) هو لاعب كرة قدم سعودي سابق. كان يُجيد اللعب في خانة الهجوم، سبق له أن مثّل نادي الاتحاد السعودي، اعتزل كرة القدم عام 2011 مع نادي نجران.

## مسيرته الكروية

### بدايته المبكرة
بدأ الحسن حياته الرياضية بمدينة الخفجي حيث شارك في دورات الحواري ولعب لنادي العلمين ثم انتقل إلى نادي الأخدود عام 1411 هـ ليلعب مع فريق درجة الشباب. ولكن النادي بعد ذلك قام بتنسيقه.
قام نادي نجران بعد ذلك بإدراج اسم الحسن ضمن سجلاته، بمساهمة من الحكم الدولي المعروف عويضة منصور حيثُ أنه كان لاعباً سابق بنادي نجران قام بالتفاوض مع الحسن ووالده وانتهى الأمر بانضمامه لمارد الجنوب.

### الاتحاد
في عام 1995 (1415 هـ) وبعد أن ظهرت موهبة الحسن اليامي في دوري الدرجة الأولى، قام نادي الإتحاد بواسطة مدير الكرة عادل نوار بتقديم مبلغ 250 ألفاً لنادي نجران من أجل التعاقد معه.
وبالفعل إنضم لنادي الإتحاد وشارك في التدريبات ولكن المدرب البلجيكي ديمتري آنذاك لم يقتنع به فنياً، بسبب «تكوينه الجسماني» ولم يعره أي اهتمام وظل حبيساً في مقاعد الاحتياط حتى عام 1419 هـ.
وفي عام 1420هـ قام المدرب الجديد بالإتحاد، البرازيلي بيدرو بإشراكه، وما إن حصل الحسن على الفرصة حتى تشبث بها وأخذ موقعه في خارطة العميد الإتحادي، حيث أحرز أهدافاً حاسمة وتألق الطير – اللقب الذي اشتهر به – وحقق نجومية مطلقة ليشكل ثنائياً مرعباً مع حمزة إدريس.
ولكن الحسن اليامي عاش أفضل مواسمه عام 1421هـ مع المدرب البرازيلي أوسكار وحاز على هداف كأس الخليج للأندية بجدة بواقع ستة أهداف، وحقق مع ناديه الإتحاد بطولة دوري أبطال آسيا 2004 واستمر في التألق حتى انتهاء مسيرته مع نادي الإتحاد عام 1426 هـ.

## مسيرته الدولية
إنضم الحسن اليامي للمنتخب في تصفيات كأس العالم 2002، وتألق كثيراً خاصة في لقاء منتخب إيران بجدة حيث سجل هدفاً، وأطلق عليه المدرب المصري الشهير عبده صالح الوحش بـ «راؤول العرب» بعد تلك المباراة.
وشارك في كأس العالم 2002م بكوريا الجنوبية واليابان، وقبل ذلك كان قد لعب في خليجي 15 بالرياض وسجل أهدافاً حاسمة مكنتْ الأخضر من الفوز باللقب.
لعب مع المنتخب السعودي الأول 24 مباراة من فترة (2002–2005) سجل خلالها 6 أهداف.

## اعتزاله
في مايو 2005 قرر الحسن اليامي ترك الإتحاد والعودة لناديه السابق نجران رغبة في إنهاء مسيرته الكروية هناك، وقد ساعد الحسن بخبرته نادي نجران في الصعود لأول مرة إلى الدوري الممتاز عام 2007 وحصل على لقب هداف دوري الدرجة الأولى.
وساهم الحسن في بقاء نجران في الدوري الممتاز حتى أعلن اعتزاله بعد نهاية موسم 2011 تاركاً في سجله الكثير ما يقارب 17 بطولة في 20 عاماً قضاها في المستطيل الأخضر. وقد سجّل قبل اعتزاله 100 هدف ليصبح ضمن كبار الهدافين في تاريخ الكرة السعودية.

## الإنجازات

### النادي
الاتحاد
- دوري أبطال آسيا (1): 2004
- كأس أبطال الكؤوس الآسيوية (1): 1999
- الدوري السعودي (5): 1996–97، 1998–99، 1999–00، 2000–01، 2002–03
- كأس ولي العهد (3): 1997، 2001، 2004
- كأس الاتحاد السعودي (2): 1997، 1999
- كأس العرب للأندية الأبطال (1): 2005
- كأس الخليج للأندية (1): 1999
- كأس السوبر المصري السعودي (2): 2001، 2003

 نجران
- الصعود إلى دوري المحترفين السعودي 2007

### المنتخب
السعودية
- كأس الخليج العربي (1): 2002
- المشاركة في كأس العالم 2002

## وصلات خارجية
- الحسن اليامي على موقع الاتحاد الدولي (مؤرشف)  (الإنجليزية)
- الحسن اليامي على موقع قاعدة بيانات كرة القدم.إي يو (الإنجليزية)
- الحسن اليامي على موقع ناشيونال فوتبول تيمز (الإنجليزية)
- الحسن اليامي على موقع عالم كرة القدم.نت (الإنجليزية)
- الحسن اليامي على موقع كووورة